# Fernitz
Fernitz là một đô thị thuộc huyện Graz-Umgebung bang Steiermark, nước Áo. Đô thị Fernitz có diện tích 10,58 km², dân số thời điểm cuối năm 2006 là 3166 người. 